# Hořátev
Hořátev je obec v okrese Nymburk ve Středočeském kraji. Leží asi čtyři kilometry jižně od Nymburka. Žije zde 799 obyvatel, katastrální území obce měří 715 hektarů. Na pozemkové parcele č. 121/1 katastrálního území Hořátev je pramen stolní přírodní minerální vody.

## Historie
První písemná zmínka o obci pochází z roku 1384. V letech 1858–1867 byl místním farářem Heřman z Tardy.
V obci Hořátev (682 obyvatel, evangelický kostel) byly v roce 1932 evidovány tyto živnosti a obchody: rolnické družstvo, 3 hostince, 2 koláři, obchod s koňmi, továrna na ovocné konzervy, kovář, 2 obuvníci, pekař, 3 pojišťovací jednatelství, 10 rolníků, sedlář, 2 obchody se smíšeným zbožím, 2 trafiky, 3 truhláři, obchod s uhlím, 3 zámečníci.

## Obyvatelstvo
| Rok            | 1869 | 1880 | 1890 | 1900 | 1910 | 1921 | 1930 | 1950 | 1961 | 1970 | 1980 | 1991 | 2001 | 2011 | 2021 |
| -------------- | ---- | ---- | ---- | ---- | ---- | ---- | ---- | ---- | ---- | ---- | ---- | ---- | ---- | ---- | ---- |
| Počet obyvatel | 448  | 489  | 545  | 514  | 554  | 682  | 721  | 659  | 679  | 642  | 615  | 527  | 611  | 747  | 795  |
| Počet domů     | 69   | 73   | 80   | 86   | 100  | 109  | 155  | 196  | 185  | 178  | 177  | 193  | 231  | 276  | 300  |

## Obecní správa

### Územněsprávní začlenění
Dějiny územněsprávního začleňování zahrnují období od roku 1850 do současnosti. V chronologickém přehledu je uvedena územně administrativní příslušnost obce v roce, kdy ke změně došlo:
- 1850 země česká, kraj Jičín, politický i soudní okres Nymburk[8]
- 1855 země česká, kraj Mladá Boleslav, soudní okres Nymburk
- 1868 země česká, politický okres Poděbrady, soudní okres Nymburk
- 1936 země česká, politický i soudní okres Nymburk[9]
- 1939 země česká, Oberlandrat Kolín, politický i soudní okres Nymburk[10]
- 1942 země česká, Oberlandrat Hradec Králové, politický i soudní okres Nymburk[11]
- 1945 země česká, správní i soudní okres Nymburk[12]
- 1949 Pražský kraj, okres Nymburk[13]
- 1960 Středočeský kraj, okres Nymburk
- 2003 Středočeský kraj, okres Nymburk, obec s rozšířenou působností Nymburk

### Obecní symboly
Znak a vlajka byly obci uděleny rozhodnutím předsedy Poslanecké sněmovny Parlamentu České republiky dne 31. května 2005.

## Doprava
Dopravní síť

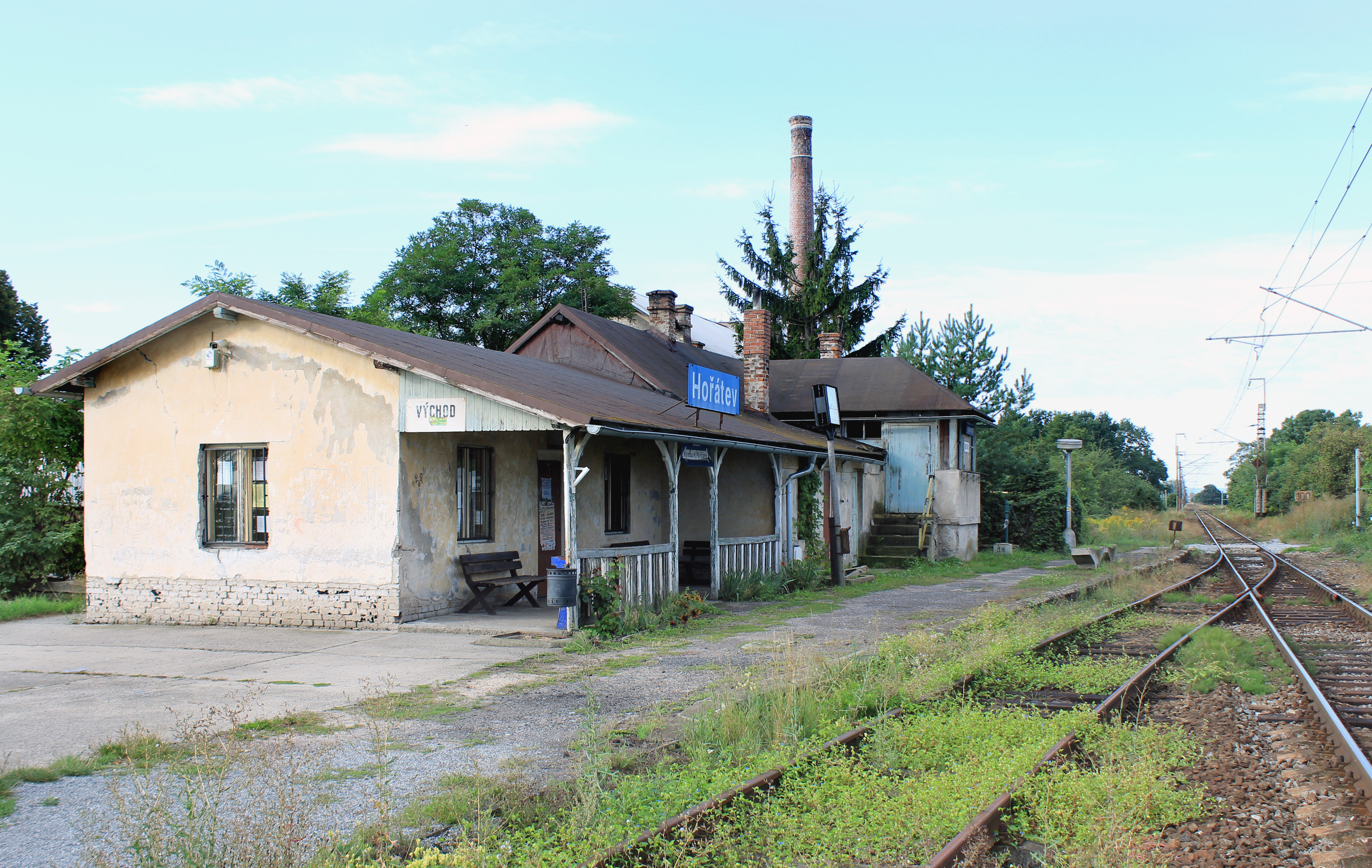
Železniční zastávka

- Pozemní komunikace – Do obce vede silnice III. třídy. Ve vzdálenosti 2,5 kilometru vede silnice II/330 Činěves - Nymburk - Sadská - Český Brod, ve vzdálenosti tři kilometry vede silnice II/611 Praha - Sadská - Poděbrady - Hradec Králové.

- Železnice – Obec leží na železniční trati Poříčany - Sadská - Hořátev - Nymburk. Jedná se o jednokolejnou elektrizovanou celostátní trať, doprava byla zahájena roku 1883. V obci je zastávka s nákladištěm Hořátev.

Veřejná doprava 2025
- Autobusová doprava – V obci zastavovala autobusová linka 433 v trase Nymburk, hl. nádr. - Hořátev, prodejna/ZD - (Zvěřínek - Písty) - Kostelní Lhota - Sadská - Milčice - Pečky, žel. st.

- Železniční doprava – Po trati Poříčany–Nymburk vede linka S12 (Poříčany - Nymburk) v rámci pražského systému Esko. Železniční zastávkou Hořátev jezdilo v pracovních dnech 22 párů osobních vlaků, o víkendech 19 párů osobních vlaků.

## Pamětihodnosti
V obci stojí jednolodní evangelická toleranční modlitebna z roku 1792, původně reformovaná, nyní náležející Českobratrské církvi evangelické, a v její těsné blízkosti chráněná lípa.

## Další fotografie

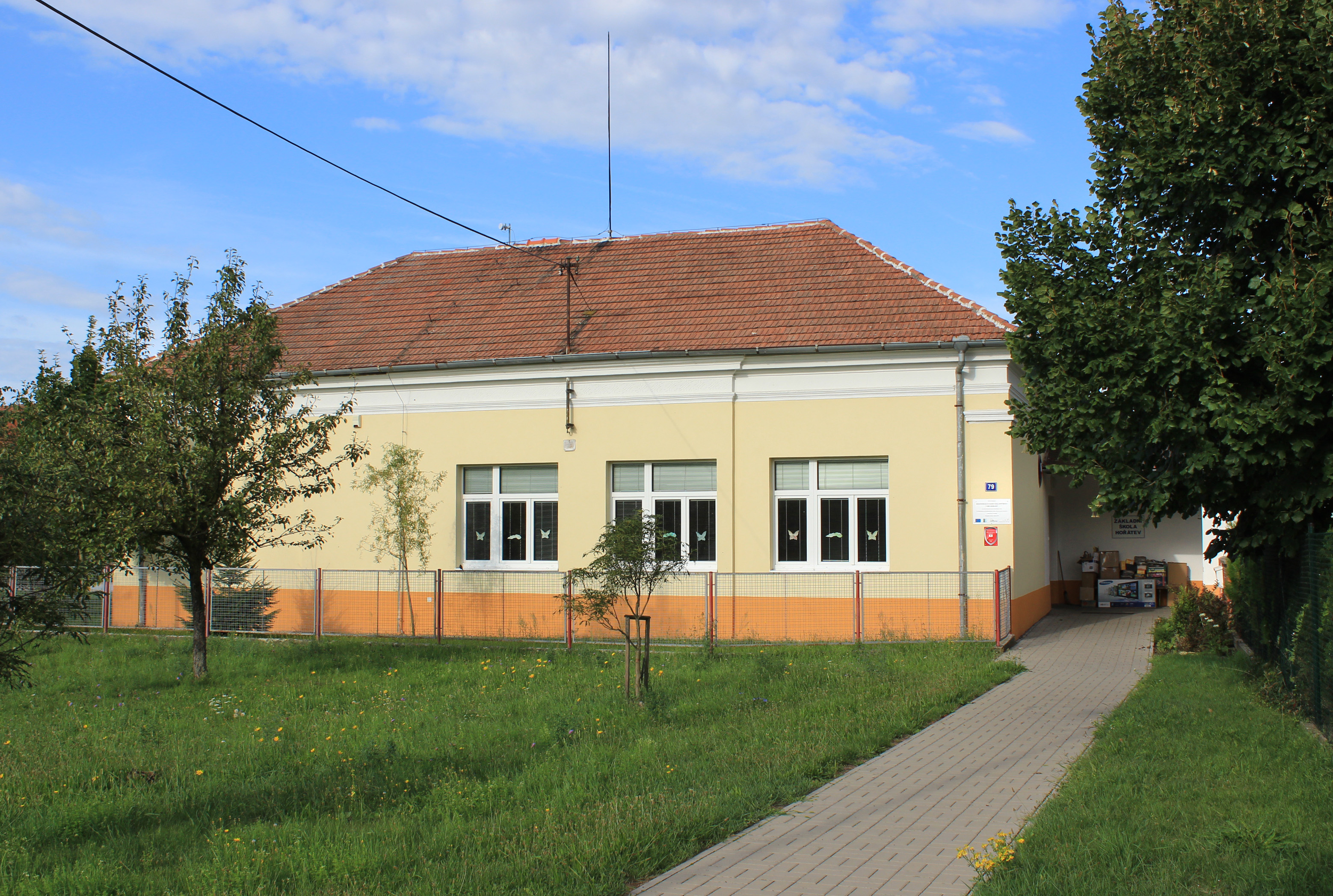
Základní škola
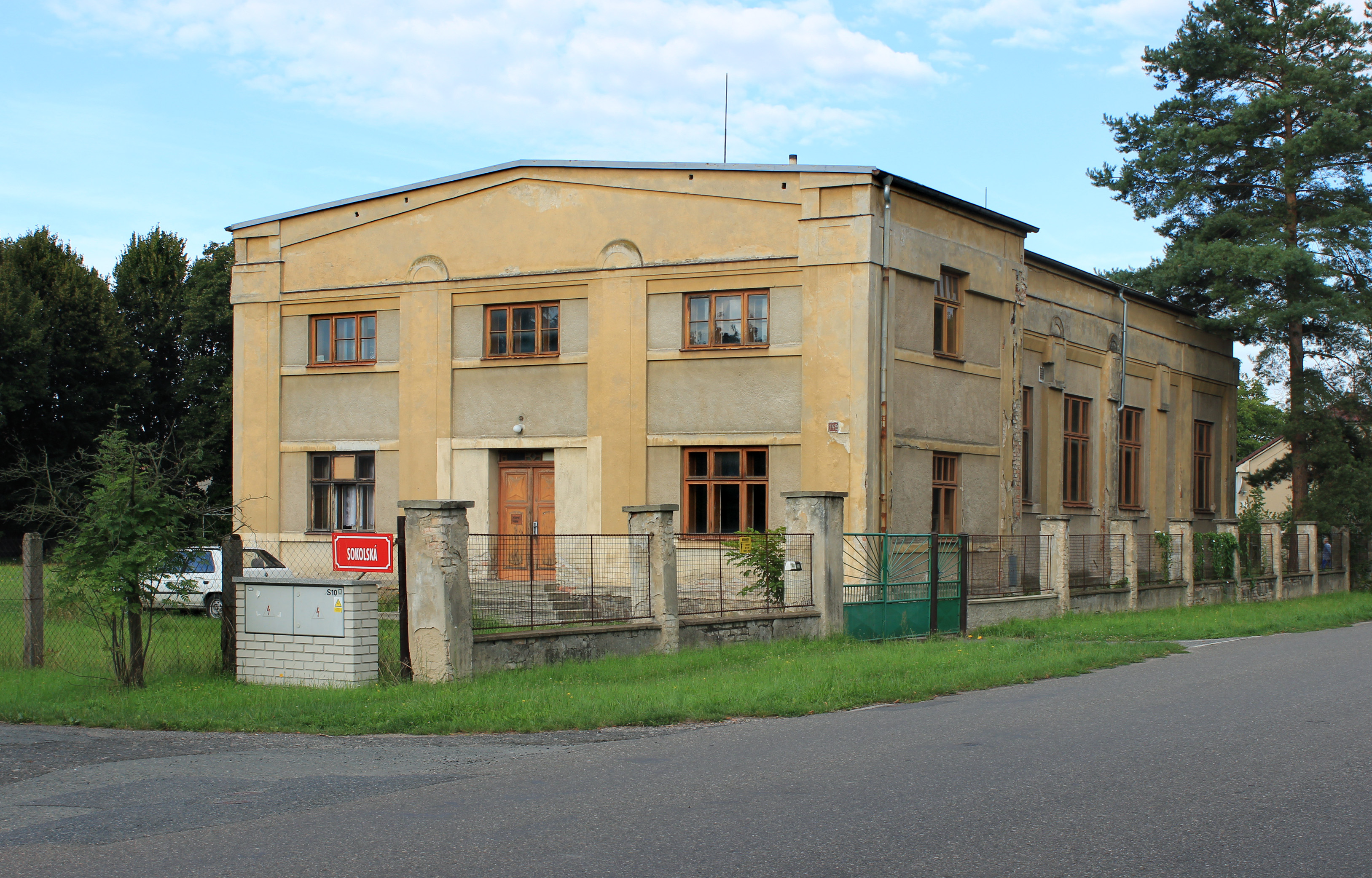
Chátrající sokolovna
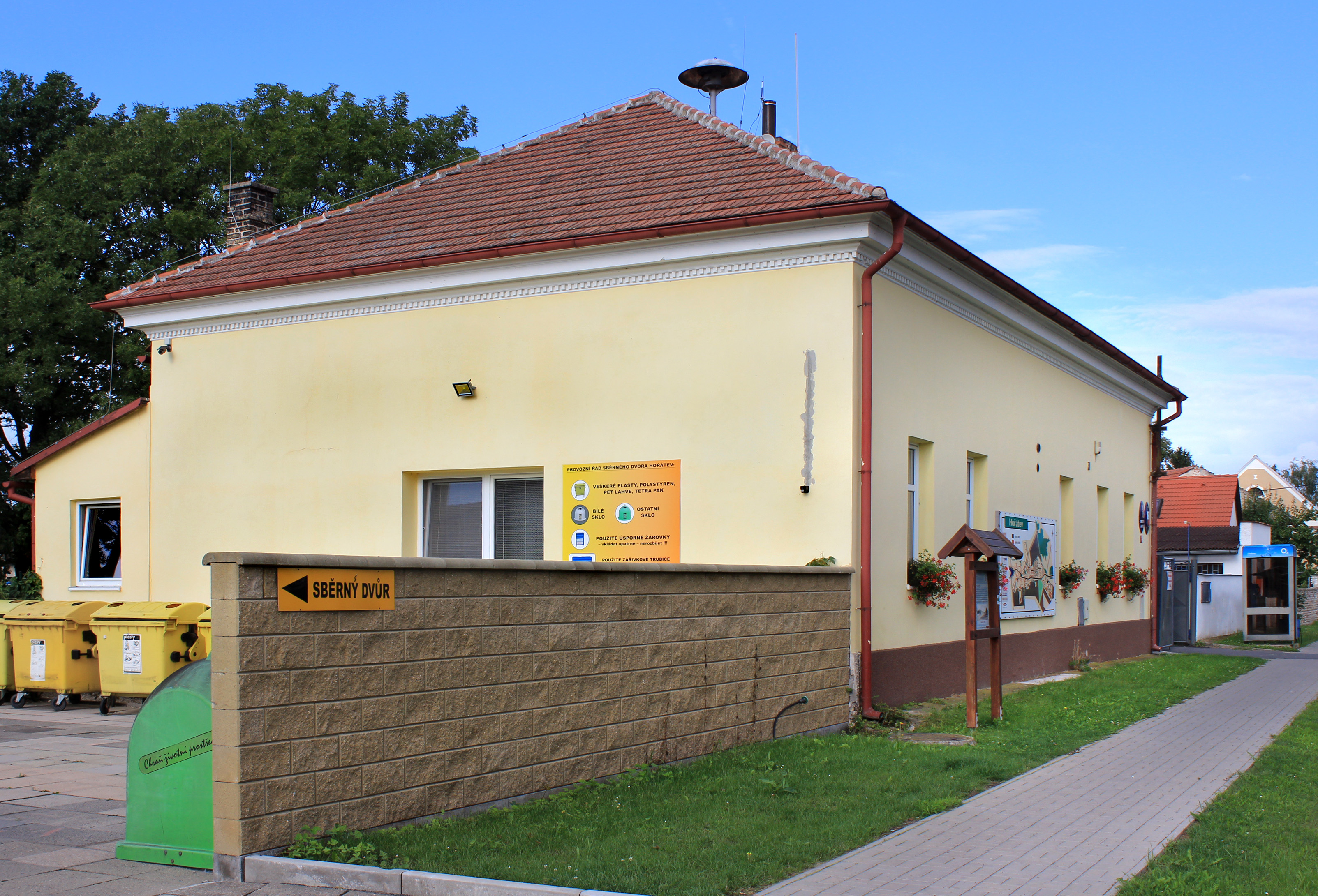
Obecní úřad
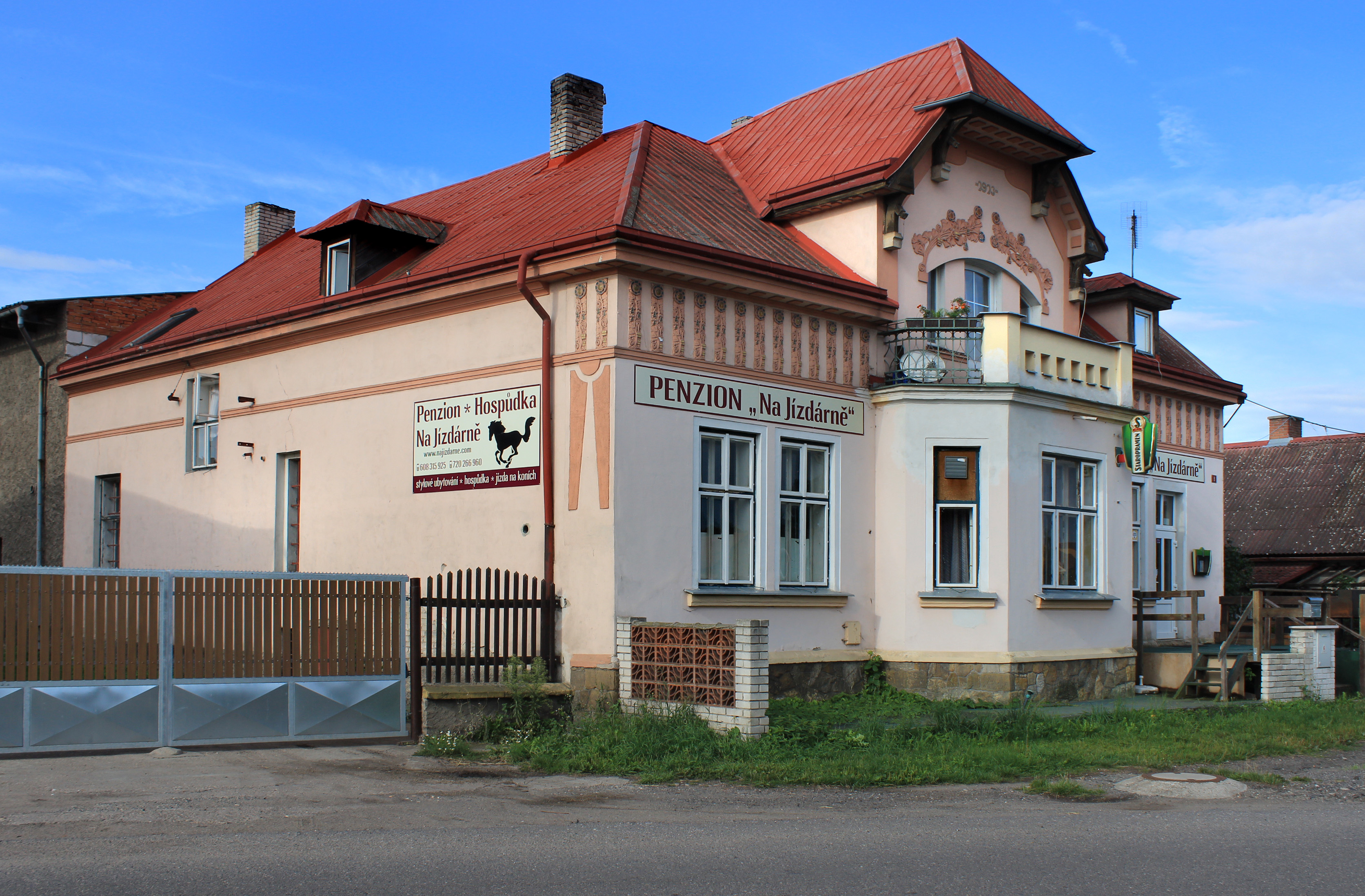
Penzion
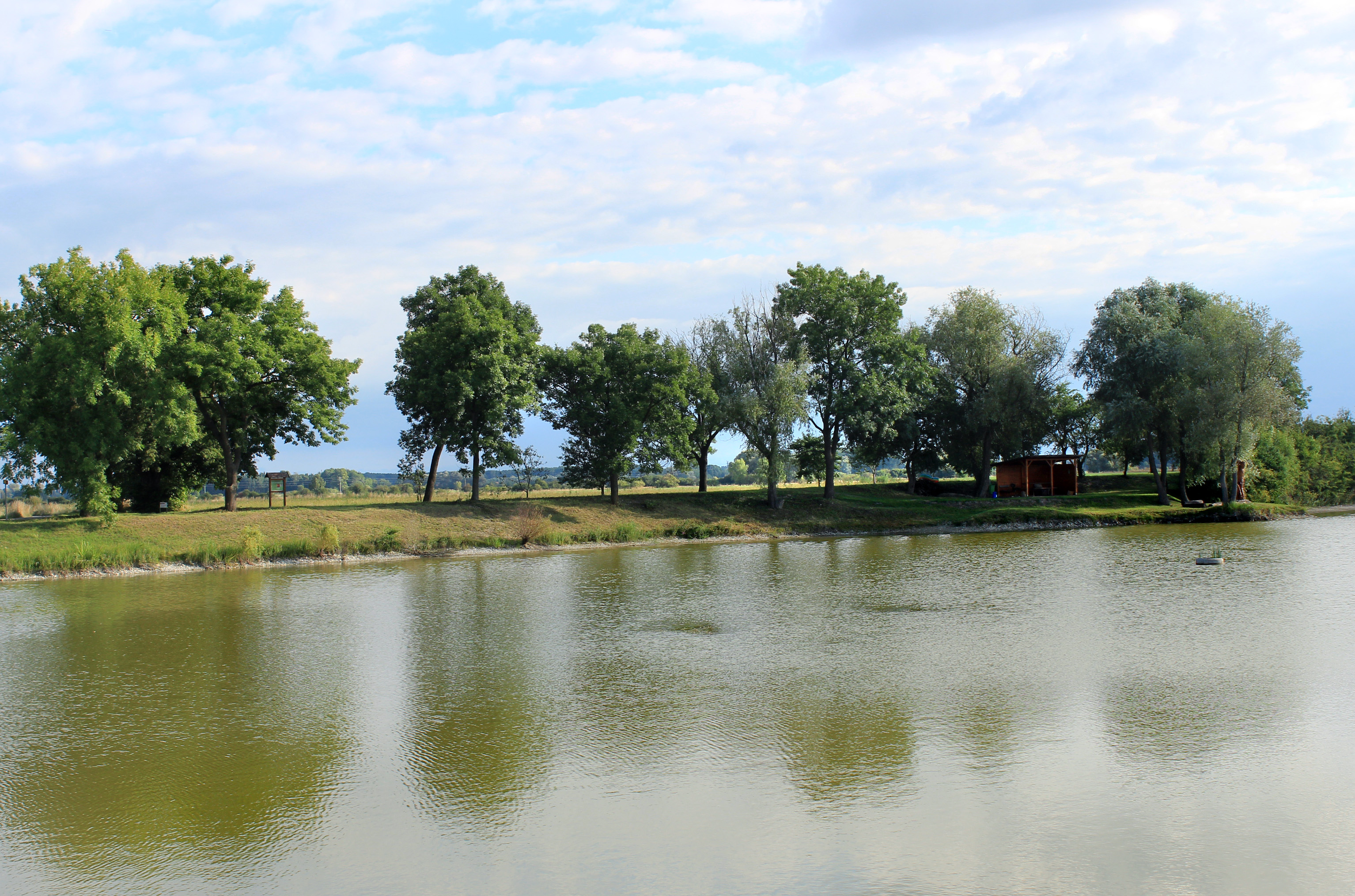
Rybník Hliňovka na východě obce
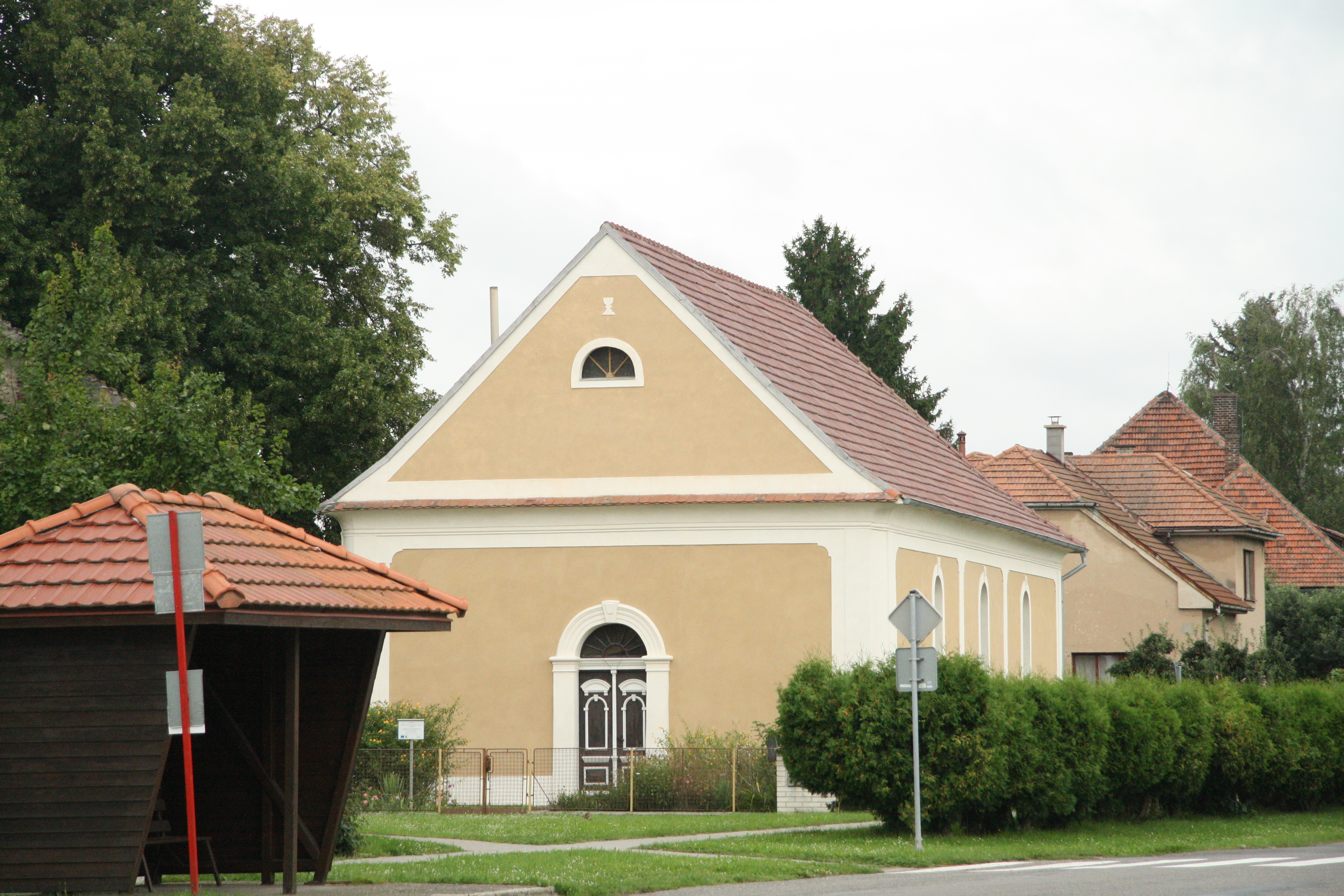
Evangelická modlitebna